# NGC 4850
NGC 4850  ist eine linsenförmige Galaxie vom Hubble-Typ S0 mit aktivem Galaxienkern im Sternbild Haar der Berenike am Nordsternhimmel. Sie ist schätzungsweise 270 Millionen Lichtjahre von der Milchstraße entfernt und hat einen Durchmesser von etwa 55.000 Lichtjahren. Die Galaxie ist Mitglied des Coma-Galaxienhaufens Abell 1656.
Im selben Himmelsareal befinden sich u. a. die Galaxien NGC 4851, IC 839, IC 3943, IC 3946.
Das Objekt wurde am 22. April 1865 von Heinrich d’Arrest entdeckt.